# جان كينت (كاتبة)
جان كينت (بالإنجليزية: Jean Kent)‏ هي كاتِبة وشاعرة أسترالية، ولدت في 30 أغسطس 1951 في Chinchilla, Queensland ‏ في أستراليا.